# Pijn (boek)
Pijn is een roman uit 2008 door Beau van Erven Dorens, uitgegeven door Carrera. Het is het literaire debuut van deze schrijver.

## Verhaal
In het verhaal probeert reclameman Werner van der Linden zijn tanende carrière te redden door een campagne te pitchen voor een kaasproduct. Hiermee probeert hij zich te ontdoen van Enzo Morrez, een concurrent, en baas te worden van Hot&Lazy. Alles verandert als neef Bink op de stoep staat en ze vele avonturen beleven.

## Beschuldigingen van plagiaat
In de week na de verschijning van de roman uitte Albert Verlinde zijn bevindingen dat het het boek erg veel leek op 99 Francs van Frédéric Beigbeder. Van Erven Dorens eiste hierna dat Verlinde publiekelijk zijn verontschuldigingen zou aanbieden, anders zou hij gerechtelijke stappen ondernemen. Verlinde weigerde dit. Een maand later bleek in het programma Kamphues boeit van Rob Kamphues dat Verlinde zelf het boek pas in januari 2009 begon te lezen.